# Ray Stewart
Raymond Douglas Stewart, detto Ray (Kingston, 18 marzo 1965), è un ex velocista giamaicano, vicecampione mondiale dei 100 metri piani a Roma 1987.

## Biografia
Campione juniores CACAC nel 1982 a Bridgetown.

## Palmarès
| Anno | Manifestazione          | Sede        | Evento      | Risultato        | Prestazione | Note |
| ---- | ----------------------- | ----------- | ----------- | ---------------- | ----------- | ---- |
| 1983 | Mondiali                | Helsinki    | 100 metri   | Semifinale       | 10"40       |      |
| 1984 | Giochi olimpici         | Los Angeles | 100 metri   | 6º               | 10"29       |      |
| 1984 | Giochi olimpici         | Los Angeles | 4×100 metri | Argento          | 38"62       |      |
| 1987 | Mondiali                | Roma        | 100 metri   | Argento          | 10"08       |      |
| 1987 | Mondiali                | Roma        | 4×100 metri | Bronzo           | 38"41       |      |
| 1988 | Giochi olimpici         | Seul        | 100 metri   | 7º               | 12"26       |      |
| 1990 | Giochi del Commonwealth | Auckland    | 4×100 metri | Bronzo           | 39"11       |      |
| 1991 | Mondiali                | Tokyo       | 100 metri   | 6º               | 9"96        |      |
| 1992 | Giochi olimpici         | Barcellona  | 100 metri   | 7º               | 10"22       |      |
| 1992 | Giochi olimpici         | Barcellona  | 4×100 metri | Batteria         | DNF         |      |
| 1993 | Mondiali indoor         | Toronto     | 60 metri    | Batteria         | 6"85        |      |
| 1993 | Mondiali indoor         | Toronto     | 200 metri   | Batteria         | 21"77       |      |
| 1993 | Mondiali                | Stoccarda   | 100 metri   | 8º               | 10"18       |      |
| 1993 | Mondiali                | Stoccarda   | 200 metri   | Quarti di finale | 21"02       |      |
| 1995 | Mondiali                | Göteborg    | 100 metri   | 8º               | 10"29       |      |
| 1995 | Mondiali                | Göteborg    | 200 metri   | Batteria         | 20"83       |      |
| 1995 | Mondiali                | Göteborg    | 4×100 metri | 4º               | 39"10       |      |
| 1996 | Giochi olimpici         | Atlanta     | 100 metri   | Quarti di finale | 10"18       |      |
| 1996 | Giochi olimpici         | Atlanta     | 4×100 metri | Semifinale       | DSQ         |      |
| 1997 | Mondiali indoor         | Parigi      | 60 metri    | 4º               | 6"55        |      |
| 1999 | Mondiali indoor         | Maebashi    | 60 metri    | Semifinale       | 6"60        |      |